# Sabina Hafner
Sabina Hafner (Liestal, 10 maggio 1984) è un'ex bobbista ed ex skeletonista svizzera.

## Biografia
Compete dal 2004 come pilota per la squadra nazionale svizzera. Debuttò in Coppa Europa nella stagione 2003/2004 disputando però la sua miglior stagione nel 2010/11 quando colse il secondo posto in classifica generale nel bob a due. Si distinse nelle categorie giovanili conquistando cinque medaglie ai mondiali juniores, di cui tre d'oro, vinte ad Altenberg 2007, a Schönau am Königssee 2009 e a Sankt Moritz 2010, una d'argento e una di bronzo.
Si cimentò anche nello skeleton, partecipando alla Coppa Europa nell'annata 2011/12 senza però mai entrare tra le prime dieci nelle gare disputate e piazzandosi dodicesima in classifica generale a fine stagione. 
Esordì in Coppa del Mondo all'avvio dell'annata 2004/05, l'11 dicembre 2004 a Nagano, dove giunse undicesima nel bob a due; centrò il suo unico podio in carriera il 28 gennaio 2005 a Sankt Moritz (2ª nel bob a due con Katharina Sutter). In classifica generale ha totalizzato quale miglior piazzamento l'ottavo posto nel bob a due, raggiunto nelle stagioni 2008/09 e 2009/10.
Ha partecipato a tre edizioni dei Giochi olimpici invernali: a Torino 2006 si classificò al decimo posto nel bob a due, a Vancouver 2010 fu dodicesima mentre a Pyeongchang 2018 giunse nona. 
Ha inoltre preso parte a sei edizioni dei campionati mondiali, vincendo due medaglie nella competizione a squadre: l'argento a Lake Placid 2009 e il bronzo a Sankt Moritz 2007; nel bob a due ottenne invece il quarto posto nell'edizione di Calgary 2005. 
Agli europei ha conquistato la medaglia d'argento a Igls 2010 in coppia con Hanne Schenk. Ha altresì vinto sei titoli nazionali nel bob a due.
Nel 2012 la Hafner abbandonò l'attività agonistica per dedicarsi agli studi e conseguire la laurea in Ingegneria Elettrica; tornò a gareggiare nel 2016 e ad aprile del 2018 annunciò il proprio ritiro dalle competizioni.

## Palmarès

### Mondiali
- 2 medaglie:
  - 1 argento (gara a squadre a Lake Placid 2009);
  - 1 bronzo (gara a squadre a Sankt Moritz 2007).

### Europei
- 1 medaglia:
  - 1 argento (bob a due a Igls 2010).

### Mondiali juniores
- 5 medaglie:
  - 3 ori (bob a due ad Altenberg 2007; bob a due a Schönau am Königssee 2009; bob a due a Sankt Moritz 2010);
  - 1 argento (bob a due a Winterberg 2005);
  - 1 bronzo (bob a due a Igls 2006).

### Coppa del Mondo
- Miglior piazzamento in classifica generale nel bob a due: 8ª nel 2008/09 e nel 2009/10;
- 1 podio (nel bob a due):
  - 1 secondo posto.

### Campionati svizzeri
- 10 medaglie:
  - 6 ori (bob a due nel 2005; bob a due nel 2006; bob a due nel 2009; bob a due nel 2010; bob a due nel 2011; bob a due nel 2017);
  - 4 argenti (bob a due nel 2004; bob a due nel 2007; bob a due nel 2008; bob a due nel 2015).

### Circuiti minori

#### Coppa Europa
- Miglior piazzamento in classifica generale nel bob a due: 2ª nel 2010/11;
- 11 podi (nel bob a due):
  - 5 vittorie;
  - 2 secondi posti;
  - 4 terzi posti.

### Skeleton

#### Coppa Europa
- Miglior piazzamento in classifica generale nel singolo: 12ª nel 2011/12.

#### Coppa Nordamericana
- Miglior piazzamento in classifica generale nel singolo: 28ª nel 2010/11.